# Виктор Франкенштейн
Виктор Франкенштейн (англ. Victor Frankenstein) — главное действующее лицо романа Мэри Шелли «Франкенштейн, или Современный Прометей» (1818), а также персонаж (выступающий в том числе под именами Генри Франкенштейн, Чарльз Франкенштейн, доктор Франкенштейн или барон Франкенштейн) множества книжных, драматических и кинематографических адаптаций его сюжета.

## Характеристика
В романе Виктор Франкенштейн, молодой студент из Женевы, создаёт живое существо из мёртвой материи, для чего собирает из фрагментов тел умерших подобие человека, а затем находит «научный» способ оживить его, осуществляя концепцию о «создании жизни без женщин»; однако ожившее существо оказывается чудовищем.
Для Франкенштейна как персонажа характерно стремление к познанию, не ограниченному этическими соображениями; только создав чудовище, он осознаёт, что пошёл порочным путём. Однако чудовище уже существует помимо его желания, оно пытается осознать себя и возлагает на Франкенштейна ответственность за своё существование.
Франкенштейн и созданное им чудовище образуют гностическую пару, состоящую из создателя и его творения, неизбежно отягощённого злом. Переосмысленная в терминах христианской этики, эта пара иллюстрирует безуспешность попыток человека взять на себя функции Бога, или невозможность познания Бога с помощью разума. Если же рассмотреть ситуацию в свойственном для Эпохи Просвещения рациональном ключе, то она преображается в проблему этической ответственности учёного за последствия сделанных им открытий.
В некоторых источниках выдвигается предположение о том, что прототипом Франкенштейна послужил немецкий учёный Иоганн Конрад Диппель (1673—1734), родившийся в замке Франкенштейн. В качестве предполагаемых прототипов также рассматриваются современники Мэри Шелли, такие как Джованни Альдини, Иоганн Риттер и Эндрю Кросс.  

## В других произведениях
Множественность и неоднозначность трактовок, порождаемых этими образами Франкенштейна и его творения, создали предпосылки для постоянных попыток осмыслить и переосмыслить их в различных художественных формах — сначала в театре, а затем и в кинематографе, где сюжет романа прошёл через несколько стадий адаптации и приобрёл новые устойчивые мотивы, которые в книге отсутствовали совсем (тема пересадки мозга как метафора пересадки души) или были намечены, но не развернуты (тема Невесты Франкенштейна). Именно в кинематографе Франкенштейна сделали «бароном» — в романе баронского титула у него не было, да и не могло быть, хотя бы потому что он — женевец (после Реформации кантон Женева не признавал дворянских титулов, хотя формально оставались благородные семьи).
В массовой культуре также часто встречается смешение образов Франкенштейна и созданного им чудовища, которое ошибочно называют «Франкенштейном» (например, в насыщенном образами массовой культуры анимационном фильме «Жёлтая подводная лодка»). Кроме того, образ Франкенштейна породил множество  различных продолжений — появились различные сыновья и братья, выступавшие под именами Вольф, Чарльз, Генри, Людвиг и даже дочь Эльза.
Косвенно (а в некоторых сериях и открыто) идея создания живого из неживого, именно как Франкенштейн создал монстра, встречается в фильме «Ох уж эта наука!» и сериале-ремейке «Чудеса науки». Это показывается в самой первой серии, где ребят вдохновил на создание искусственной женщины фильм «Невеста Франкенштейна». А в первой серии 4 сезона они и вовсе встречаются лично с доктором и его монстром.
В сериале «Однажды в сказке» в 5 серии 2-го сезона выясняется, что доктор Вейл оказывается из другого, чёрно-белого мира и является не кем иным, как Виктором Франкенштейном. Это учёный, который мечтал оживлять людей. С помощью Румпельштильцхена он оживляет своего брата, Герхарта, создав таким образом монстра, который забивает до смерти их отца. Впоследствии доктор оживляет ещё одного мужчину, результат тот же. Его целью было принести людям жизнь и получить за это славу, а вместо этого его имя ассоциируется с монстром, и герой сильно переживает по этому поводу. В сериале доктор Вейл является дамским угодником и ловеласом, внешне успешным и счастливым человеком, но на самом деле глубоко переживает личную трагедию и ситуацию с братом, который умер частично по его вине.
В сериале «Бульварные ужасы» Виктор Франкенштейн является одним из ключевых персонажей. Также там появляется Чудовище Франкенштейна и Невеста Франкенштейна.
Образ Франкенштейна встречается и в корейской манхве Noblesse. Здесь он представлен как выдающийся учёный и сильный воин, обладающий способностями, далеко выходящими за рамки человеческих возможностей.
Сюжет полнометражного аниме The Empire of Corpses, действие которого происходит в альтернативной истории 1878-1879 годов на территории Англии, Афганистана, Российской Империи, Японии и США, построен на поиске записок Виктора Франкенштейна.